# Urticaire au froid
 Mise en garde médicale
L’urticaire au froid, ou allergie au froid, est une forme d’urticaire physique, relativement rare (comptant pour 2 % à 5 % des urticaires chroniques et 20 % des urticaires physiques), provoquée par l’exposition au froid ou par l’abaissement de la température du corps. 

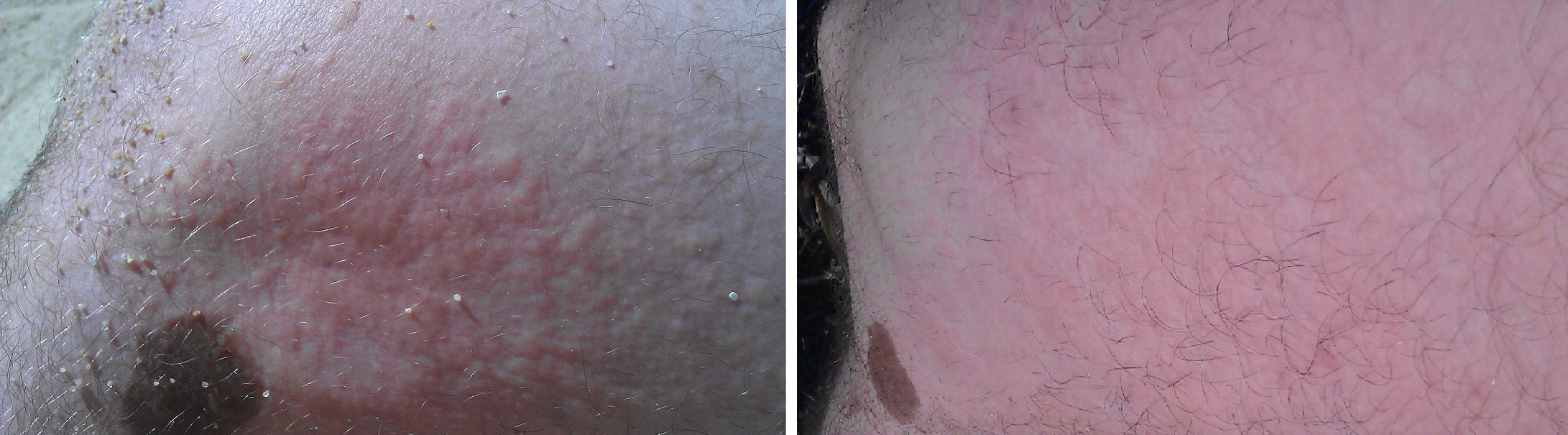
Exemple d'urticaire au froid.

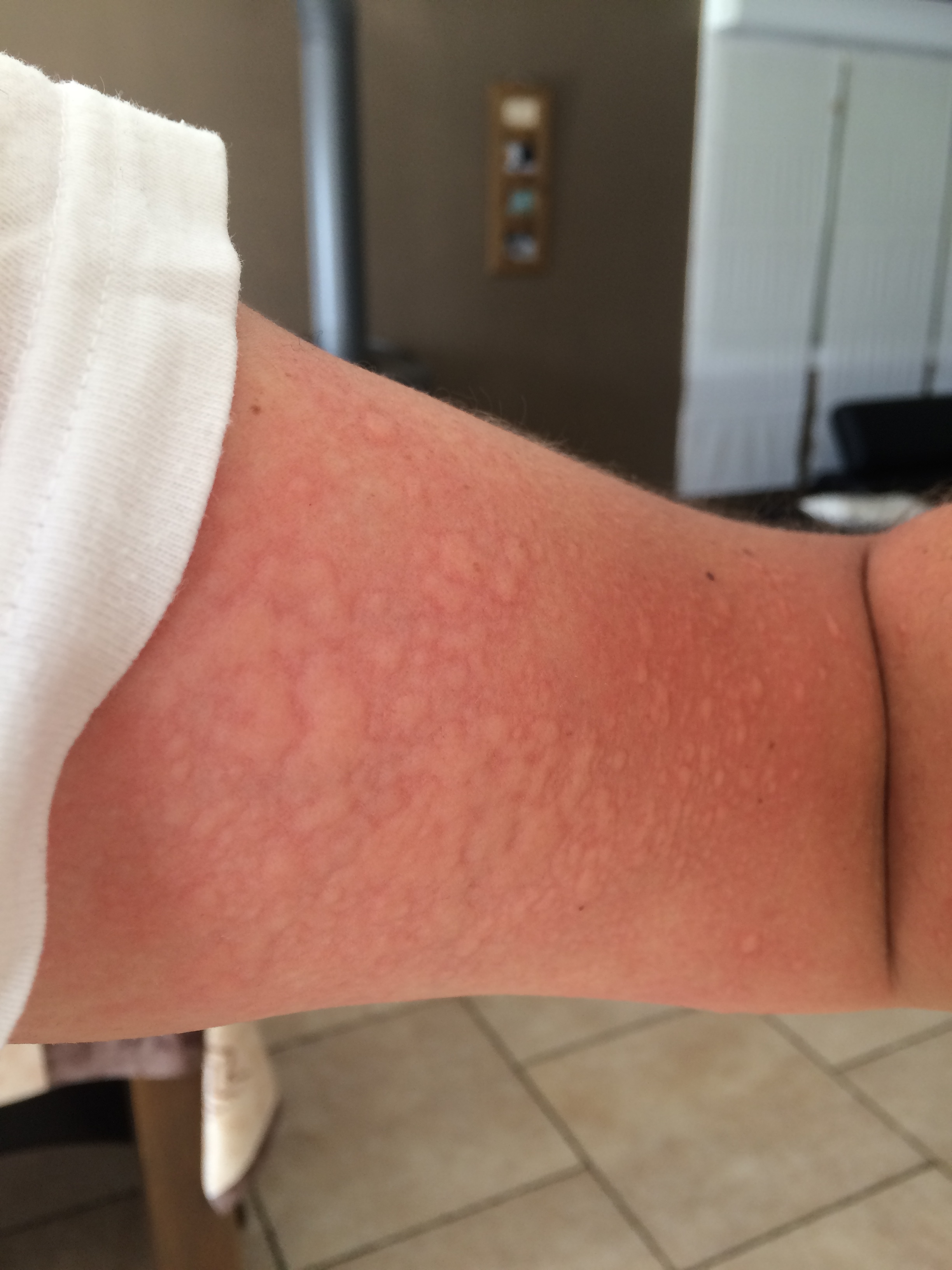
bras gauche, réaction au froid

## Causes
Ce type d'urticaire est idiopathique, c'est-à-dire sans cause retrouvée, dans 95 % des cas, mais peut être secondaire à une cryoglobulinémie (parfois accompagnée d'hyperviscosité sanguine), une cryofibrinogénémie, ou à une maladie des agglutinines froides. 
Il peut exister des formes transitoires lors d'infections telles que la mononucléose infectieuse, la syphilis, l'hépatite B, la rougeole ou le VIH. 
Des formes atypiques existent : l'urticaire cholinergique induite par le froid lors  d'un exercice physique ou l'urticaire retardée familiale au froid de transmission autosomique dominante s'accompagnant d'arthralgies. Ces formes héréditaires sont dues à une mutation du gène NLRP3 ou à une délétion du gène PLCG2.

## Description
Cliniquement, elle se caractérise par l’apparition rapide, dans les cinq minutes suivant l’exposition au froid, de maculo-papules prurigineuses sur les régions exposées. Des réactions généralisées peuvent survenir, des réactions anaphylactoïdes peuvent entrainer un risque vital. 
Le diagnostic repose sur l’histoire de la maladie et il est confirmé par un « test au glaçon » voire un « test d’immersion ».

## Traitement
Le traitement préventif repose sur le port de vêtements chauds protecteurs, l’évitement des boissons froides ou des glaces, l’interdiction des bains de mer ou en piscine, en raison d’un risque de noyade. Le traitement curatif est difficile et repose sur un traitement par anti-allergiques, d’efficacité inconstante. La prescription d’adrénaline auto-injectable est conseillée, afin de prévenir une réaction généralisée potentiellement grave.